# Tōhoku-Gakuin-Universität
Die Tōhoku-Gakuin-Universität (japanisch 東北学院大学, Tōhoku gakuin daigaku) ist eine private Universität in Japan. Der Hauptcampus liegt in Tsuchitoi, Aoba-ku, Sendai, Präfektur Miyagi. Ihr Motto ist „Life, Light, Love“.

## Geschichte

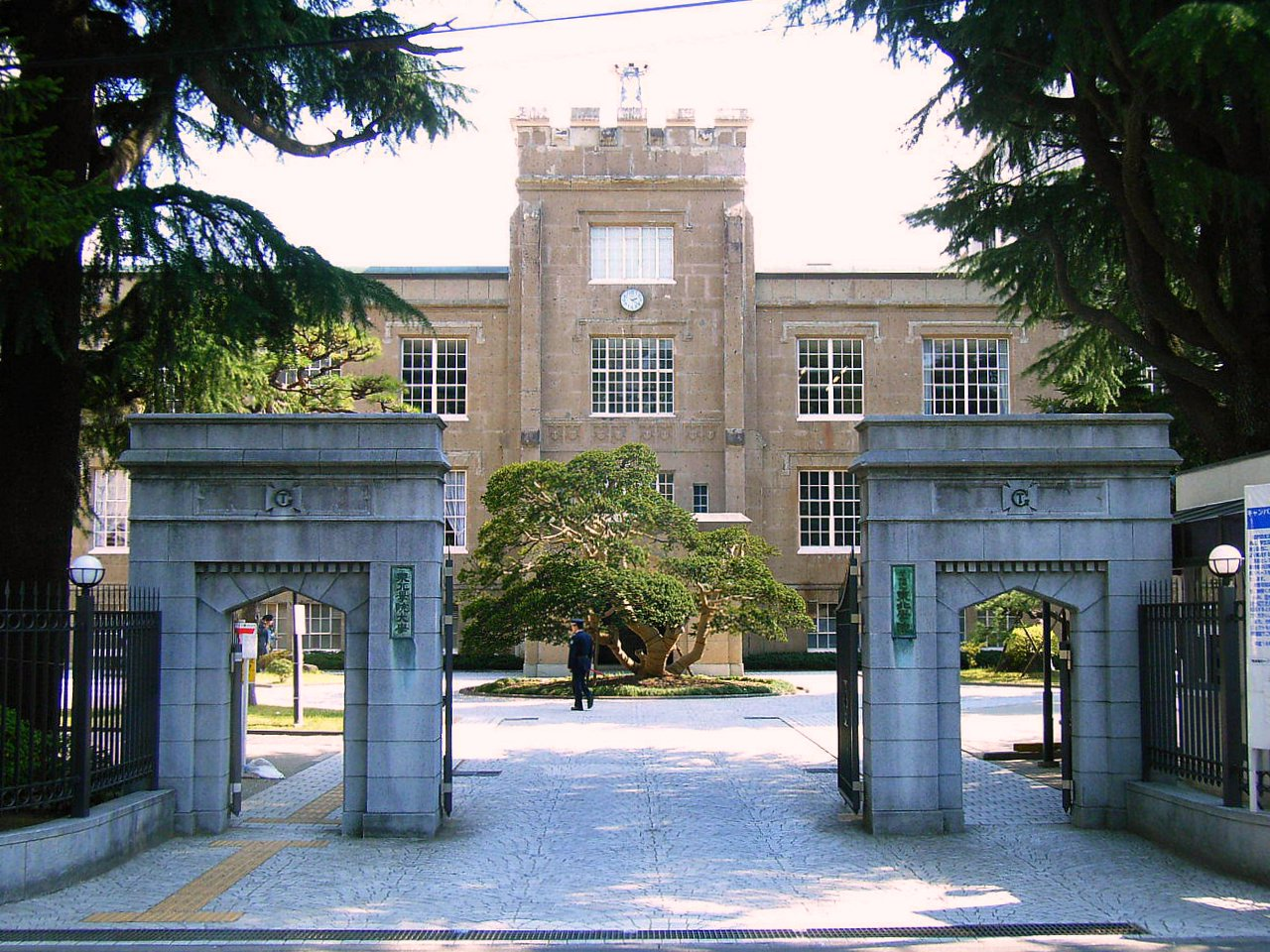
Das Hauptgebäude im Tsuchitoi-Campus, gebaut 1925

1886 wurde das Theologisches Seminar Sendai (仙台神学校, Sendai shingakkō) gegründet. Die Gründer waren Oshikawa Masayoshi (押川方義, 1852–1928), einer der ersten japanischen Protestanten, und William E. Hoy (1858–1927), ein amerikanischer Missionar der Reformierten Kirche.
1891 setzte die Schule eine Abteilung für nichtchristliche Lernenden und benannte sich in Tōhoku-Gakuin (東北学院, dt. „die Akademie Tōhoku“) um. 1904 wurde ihre Fachschulsabteilung rechtmäßige Fachschule. 1925 zog sie in den heutigen Tsuchitoi-Campus. 1946 wurde sie in Tōhoku-Gakuin-Fachschule (東北学院専門学校, Tōhoku gakuin semmon gakkō) umbenannt. Sie hatte zwei Abteilungen: Englische Literatur und Wirtschaftswissenschaften.
1949 entwickelte sie sich zur Tōhoku-Gakuin-Universität. 1962 gründete sie die Fakultät für Ingenieurwissenschaften im neuen Tagajō-Campus. 1989 gründete sie die Fakultät für Liberal Arts im Izumi-Campus.

## Fakultäten
- Tsuchitoi-Campus (in Aoba-ku, Sendai, 38° 14′ 58,4″ N, 140° 52′ 38,1″ OKoordinaten: 38° 14′ 58,4″ N, 140° 52′ 38,1″ O):
  - Fakultät für Geisteswissenschaften
  - Fakultät für Wirtschaftswissenschaften
  - Fakultät für Rechtswissenschaft
- Tagajō-Campus (in Tagajō, Miyagi, 38° 17′ 44″ N, 141° 0′ 11,9″ O):
  - Fakultät für Ingenieurwissenschaften
- Izumi-Campus (in Izumi-ku, Sendai, 38° 19′ 44,8″ N, 140° 54′ 8,3″ O):
  - Fakultät für Liberal Arts